# Étienne-Denis Pasquier
Étienne-Denis Pasquier [ejtsd: paszkjé] (Párizs, 1767. április 22. – Párizs, 1862. július 5.) herceg, francia kancellár. 

## Életpályája
Jogot tanult. A  forradalom alatt elfogták, de Robespierre bukása után visszanyerte szabadságát. 1806-ban maître des requętes volt az államtanácsnál, 1810-ben államtanácsos és nemsokára pedig Párizs rendőrfönöke lett. 1814-ben a szövetségeseknek Párizsba való bevonulásakor a főváros nyugalmáról és biztonságáról gondoskodott, XVIII. Lajos pedig a híd- és útépítészet fővezetőjévé nevezte őt ki. A száznapos uralom alatt visszavonult, a Bourbonok második visszatérése alkalmából, a nagypecsét őre lett Talleyrand minisztériumában, 1816-ban pedig a kamara elnöke. 1817-1818-ban másodszor is viselte a nagy pecsétőri hivatalt. 1819-ben Decazes minisztériumában külügyminiszteri tárcát vállalt, melyet azonban már 1821-ben Montmorency-nek kénytelen volt átengedni, mivel a kamara a felirati vitában leszavazta. E közben a király a pairi méltóságát adományozta neki, 1830-ban Lajos Fülöp kinevezte a pairek kamarájának elnökévé, mely állásában a nyugalom helyreállítása és az orleans-i dinasztia megszilárdítása érdekében buzgólkodott. Az udvar irányában tanusított odaadó és hű szolgálatai elismeréséül 1837-ben Franciaország kancellári méltóságával tüntették ki, 1844-ben pedig Lajos Fülöp hercegi rangra emelte. Az 1848. évi forradalom kitörésekor visszalépett. 1842-től a francia akadémia tagja volt. 

## Írásai
Írásai közül megemlítendők: Discours et opinions d. M. P. (Párizs 1842, 4 kötet), Histoire de mon temps. Mémoires du chancelier Pasquier (2. kötet, Párizs, 1893-96). Hercegi rangja az általa örökbe fogadott szépunokája, Edme Armand Gaston d'Audiffret-Pasquier hercegre szállott át, aki 1893-ban és azt követően Pasquier emlékiratait adta ki, melyek a forradalom, a császárság, a Bourbonok és Lajos Fülöp korára nézve egyaránt fontosak.

## Forrás
- Pasquier. In  A Pallas nagy lexikona. Szerk. Bokor József. Budapest: Arcanum – FolioNET. 1998.  ISBN 963 85923 2 X